# إشليمة
قرية إشليمة هي إحدى القرى التابعة لمركز إيتاي البارود في محافظة البحيرة في جمهورية مصر العربية. حسب إحصاءات سنة 2006، بلغ إجمالي السكان في إشليمة 5482 نسمة، منهم 2853 رجل و2629 امرأة.